# Eugenia Viteri
Blanca Eugenia Viteri Segura (Guayaquil, 4 de julio de 1928-Quito, 21 de septiembre de 2023) fue una escritora, novelista, antóloga, activista por los derechos de la mujer y profesora ecuatoriana. Su obra es considerada poético-realista.

## Biografía
Blanca Eugenia Viteri Segura estudió la primaria en la escuela Pedro Vicente Maldonado donde obtuvo el Primer Premio por sus excelentes calificaciones. En ese periodo empezó a recortar poemas de los periódicos y formó un álbum de poemas, principalmente de Pablo Neruda, Gabriela Mistral y Rosario Sansores.
En 1942, al terminar la primaria, comenzó a estudiar comercio en el "Marco A. Reinoso". En el año 1944 se matriculó en el "Instituto Comienzos" que al poco tiempo fue clausurado y tuvo que cambiarse al Colegio Nacional Guayaquil. En el tercer curso su profesora de Castellano, Rosa Andrade Fajardo, la nombró redactora del periódico "Horas Estudiantiles"; el Dr. Reinaldo Lara Márquez la introdujo en el conocimiento de las técnicas de redacción y por ser "la recitadora del barrio" intervino en varias funciones cívicas y se retrató con políticos famosos como el Dr. Manuel Arenas Coello candidato a la Alcaldía de Guayaquil y Galo Plaza Lasso que ocupó la Presidencia de la República en 1948.
En 1950 se matriculó en la Escuela de Teatro del Núcleo del Guayas de la Casa de la Cultura Ecuatoriana donde entró en contacto con numerosos artistas y escritores. Tres años más tarde, en 1953, se graduó de Bachiller en Humanidades Modernas e ingresó a la Facultad de Filosofía y Letras de la Universidad de Guayaquil. Al año siguiente envió su cuento "El Heredero" al Concurso convocado por el Club Femenino de Cultura y obtuvo el Segundo Premio consistente en libros.
Ese mismo año participó en el Festival de las Letras de la Facultad de Jurisprudencia con dos cuentos titulados "El anillo" y "El Chiquillo", cuentos que finalmente no concursaron pero fueron incluidos en "Diez cuentos universitarios", antología publicada en 1955.
En 1962 obtuvo el Cuarto Premio en el Concurso de Teatro convocado por la Unión Nacional de Periodistas con su obra "El Mar trajo la flor" basada en "El Anillo". Así mismo fue designada miembro de la Casa de la Cultura.
Simpatizante de las ideas marxistas, al proclamarse la dictadura militar en 1963 tuvo que exiliarse con su hija en Chile. Allí se casó con Pedro Jorge Vera, con quien viajó a Cuba, invitados por Fidel Castro, en 1965. Finalmente en 1966, caída ya la dictadura, regresaron a su patria invitados por el presidente Clemente Yerovi.
En el 69, Blanca Margarita Abad Grijalva, sin embargo, la nombró organizadora de Concursos y directora del periódico estudiantil del Colegio Nacional Veinticuatro de Mayo. En 1975, al jubilarse José Alfredo Llerena, le reemplazó en la cátedra de Literatura.
En 1983 puso en marcha la Fundación Cultural Manuela Sáenz, a través de la cual se ha convertido en una de las más significativas defensoras de los derechos de las mujeres en su país.
En 1984 publicó "Las alcobas negras", segunda de sus novelas, en 164 páginas, dentro de la Colección Populibros de la Universidad Central del Ecuador, que dedicó a la mujer ecuatoriana. En julio del 87 dio a la luz "Antología Básica del Cuento Ecuatoriano" que ha visto dos ediciones y está próxima a aparecer una tercera.
En 2008 el presidente Rafael Correa le entregó el Premio Nacional Rosa Campuzano, galardón creado el mismo año para reconocer la labor de mujeres ecuatorianas notorias.
Su obra ha sido traducida a ruso, al búlgaro y al inglés.

## Premios y reconocimientos
- 1954 Segundo premio del Concurso convocado por el Club Femenino de Cultura por su cuento "El Heredero".[3][4]
- 1962 Cuarto Premio en el Concurso de Teatro convocado por la Unión Nacional de Periodistas con su obra "El Mar trajo la flor" basada en "El Anillo".[3][4]
- 1976 Premio Gallegos Lara de la Municipalidad de Guayaquil con el cuento "Los zapatos y los sueños" que dio nombre a su libro de catorce cuentos, editado en la CCE en 1977.[3][4]
- 2008 Premio Nacional Rosa Campuzano,[5][6] galardón creado el mismo año para reconocer la labor de mujeres ecuatorianas notorias, entregado por el presidente Rafael Correa.

## Obras
Novela:
- A noventa millas solamente (Quito, 1969)
- Las alcobas negras (Quito, 1983)

Cuento:
- El anillo y otros cuentos (Quito, 1955)
- Doce cuentos (Quito, 1962)
- Los zapatos y los sueños (Guayaquil, 1977)
- Cuentos escogidos (Quito, 1983)

Antología:
Ha participado en las siguientes antologías: 
- El nuevo relato ecuatoriano (Quito, 1951)
- 10 cuentos universitarios (Guayaquil, 1953)
- Cuento ecuatoriano contemporáneo (Guayaquil, s.f)
- Lectura y lenguaje, (1978)
- Diez escritoras ecuatorianas y sus cuentos (Guayaquil, 1982)
- AMORica Latina (1991)
- Así en la tierra como en los sueños (Quito, 1991)
- Cuento contigo (Guayaquil, 1993)
- Antología de narradoras ecuatorianas (Quito, 1997)
- 40 cuentos ecuatorianos (Guayaquil, 1997)